# Vi har nu i himlen en överstepräst
Vi har nu i himlen en överstepräst (orig. "Vi hava...") - sång av Clara Ahnfelt från 1868 med melodi av maken Oscar Ahnfelt. 
Inspirerad av Hebreerbrevet skriver författarinnan i åtta strofer om Jesus som vår överstepräst.

## Publicerad i
- Sionstoner 1935 som nr 135 under rubriken "Frälsningens grund i Guds kärlek och förverkligande genom Kristus"
- Guds lov 1935 som nr 336 med inledningsfrasen "Vi hava i himlen en överstepräst" under rubriken "Erfarenheter på trons väg".
- EFS-tillägget 1986 som nr 707 under rubriken "Fader, Son och Ande - Jesus, vår Herre och broder"
- Lova Herren 1987 som nr 57 med inledningsfrasen "I Himmelen har vi en överstepräst" under rubriken "Guds Son och återlösningen - Frälsningen i Kristus"
- Lova Herren 2020 som nr 51 under rubriken "Guds Son, Jesus vår Frälsare"